# Miloslav Novák
Miloslav Novák (* 1922 Kamenice nad Lipou) byl český fotbalista, hrající na pozici obránce.

## Fotbalová kariéra
Fotbal začal hrát v Kamenickém SK a již ve 14 letech startoval za první mužstvo. V patnácti letech přišel do Zlína a hned ve druhém roce začal hrát za SK Kudlov. V 18 letech se pak objevil v dresu SK Baťa Zlín odkud byl povolán pro svůj neobyčejný výkon do ligového mužstva. Tehdejší obránce Bati Kos, byl tenkrát zraněn, Novák s úspěchem zaskočil a v obraně již zůstal. Poté utvořil skvělou dvojici se Stanislavem Kocourkem.
V československé lize hrál za SK Baťa Zlín a Svit/Jiskru Gottwaldov. Nastoupil ve 146 ligových utkáních.

## Ligová bilance
| Ročník                                    | Zápasy | Góly | Klub              |
| ----------------------------------------- | ------ | ---- | ----------------- |
| Národní liga 1940/41                      | 1      | 0    | SK Baťa Zlín      |
| Národní liga 1941/42                      | 21     | 0    | SK Baťa Zlín      |
| Národní liga 1942/43                      | 22     | 0    | SK Baťa Zlín      |
| Národní liga 1943/44                      | 26     | 0    | SK Baťa Zlín      |
| Státní liga 1945/46                       | -      | 0    | SK Baťa Zlín      |
| Státní liga 1946/47                       | -      | 0    | SK Baťa Zlín      |
| Mistrovství československé republiky 1951 | -      | 0    | Svit Gottwaldov   |
| Přebor československé republiky 1953      | 12     | 0    | Jiskra Gottwaldov |
| CELKEM                                    | 146    | 0    |                   |